# Helmut Scholz (Politiker, 1924)
Helmut Scholz (* 28. Oktober 1924 in Wingendorf (Jałowiec); † 19. März oder 20. März 1967 bei Beelitz) war ein deutscher Politiker (SED). Er war stellvertretender Minister für Verkehrswesen der DDR.

## Leben

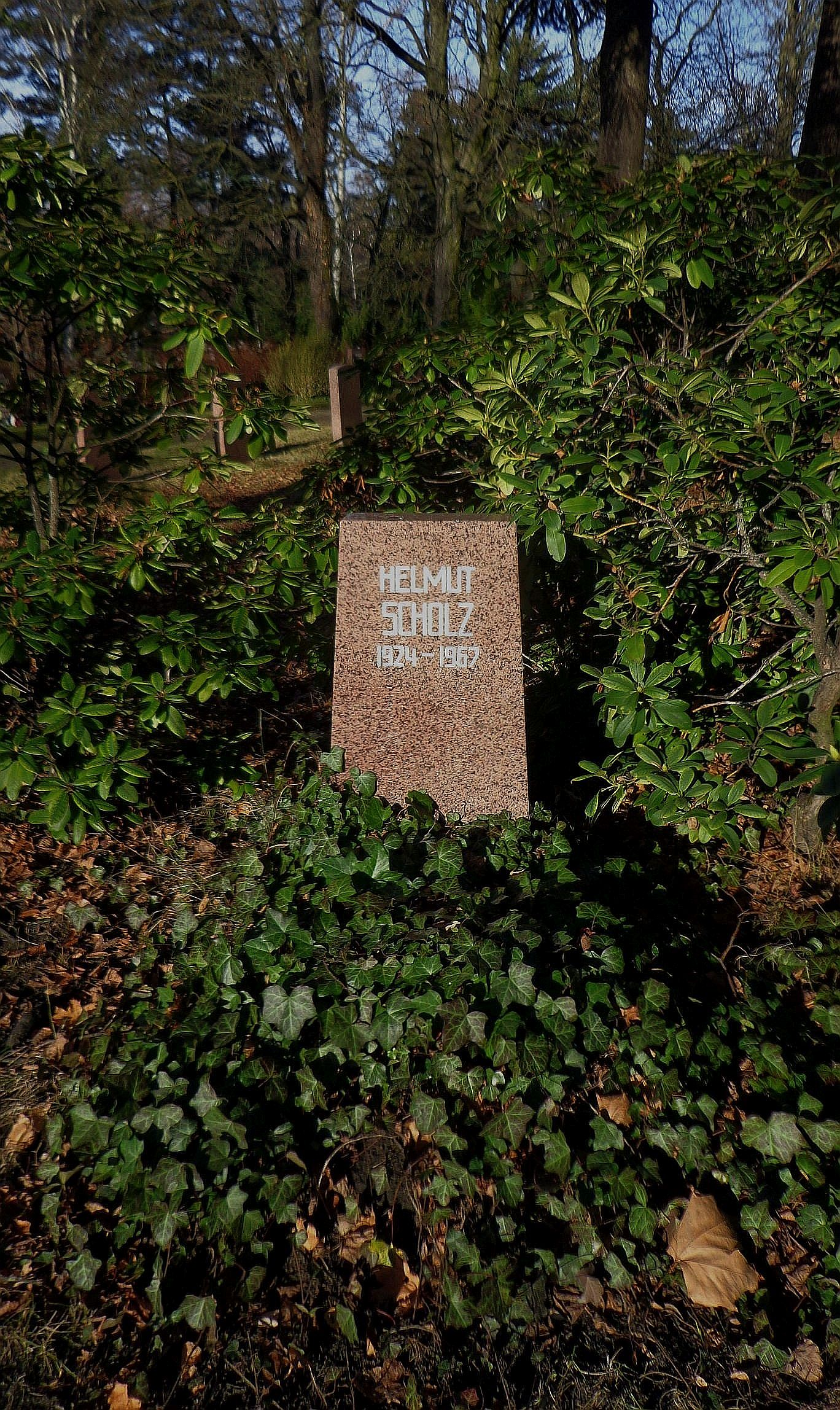
Grabstätte

Scholz erlernte 1939–1941 den Beruf des Schlossers. Im Zweiten Weltkrieg wurde er zur Wehrmacht eingezogen und geriet in sowjetische Kriegsgefangenschaft, aus der er 1947 entlassen wurde. Anschließend war er als Lokschlosser, Lokheizer und Lokführer bei der Deutschen Reichsbahn tätig, unter anderem im Bahnbetriebswerk Dresden-Friedrichstadt. 
Von 1950 bis 1963 war Scholz Kandidat und ab 1963 Mitglied des Zentralkomitees der SED. Von 1952 bis 1955 sowie von 1957 bis 1958 leitete er das Reichsbahnausbesserungswerk in Meiningen, das nach seinem Tod nach ihm benannt wurde. Zwischenzeitlich absolvierte er am Industrie-Institut der Hochschule für Verkehrswesen in Dresden ein Studium mit dem Abschluss als Diplomwirtschaftler. 1958 war Scholz Mitglied des Verkehrsstabes der Staaten des Warschauer Vertrages. Ab 1959 wirkte er als stellvertretender Minister für Verkehrswesen der DDR sowie als stellvertretender Generaldirektor der Deutschen Reichsbahn.
Scholz verunglückte 1967 tödlich bei einem Autounfall in der Nähe von Beelitz. Seine Urne wurde in der Grabanlage Pergolenweg des Zentralfriedhofs Friedrichsfelde beigesetzt.

## Auszeichnungen und Ehrungen
- Vaterländischer Verdienstorden in Silber (1964)
- Das Reichsbahnausbesserungswerk in Meiningen, dessen Leiter er über Jahre hinweg war, erhielt 1969 den Ehrennamen „Helmut Scholz“ (bis 1990).